# 5 ربيع الأول
- السبت
- الأحد
- الاثنين
- الثلاثاء
- الأربعاء
- الخميس
- الجمعة

- 2731 أغسطس 2024
- 281 سبتمبر 2024
- 292 سبتمبر 2024
- 303 سبتمبر 2024
- 14 سبتمبر 2024
- 25 سبتمبر 2024
- 36 سبتمبر 2024
- 47 سبتمبر 2024
- 58 سبتمبر 2024
- 69 سبتمبر 2024
- 710 سبتمبر 2024
- 811 سبتمبر 2024
- 912 سبتمبر 2024
- 1013 سبتمبر 2024
- 1114 سبتمبر 2024
- 1215 سبتمبر 2024
- 1316 سبتمبر 2024
- 1417 سبتمبر 2024
- 1518 سبتمبر 2024
- 1619 سبتمبر 2024
- 1720 سبتمبر 2024
- 1821 سبتمبر 2024
- 1922 سبتمبر 2024
- 2023 سبتمبر 2024
- 2124 سبتمبر 2024
- 2225 سبتمبر 2024
- 2326 سبتمبر 2024
- 2427 سبتمبر 2024
- 2528 سبتمبر 2024
- 2629 سبتمبر 2024
- 2730 سبتمبر 2024
- 281 أكتوبر 2024
- 292 أكتوبر 2024
- 303 أكتوبر 2024
- 14 أكتوبر 2024

5 ربيع الأوَّل أو 5 ربيع الأنوار أو يوم 5 \ 3 (اليوم الخامس من الشهر الثالث) هو اليوم الرابع والستين من أيَّام السنة (أو الخامس والستين لو كان شهر صفر مُتممًا لليوم الثلاثين) وفق التقويم الهجري القمري (العربي). يبقى بعده 290 أو 291 يومًا لانتهاء السنة.

## أحداث
- 1294هـ - انعقاد أولى جلسات مجلس المبعوثان، وهو أول برلمان في الدولة العثمانية.
- 1328هـ - وقوع معركة هدية بين قوات شيخ المنتفق سعدون باشا والقوات الكويتية بقيادة الشيخ جابر المبارك الصباح بمشاركة قوات عبد العزيز بن سعود.
- 1329هـ - انعقاد «المؤتمر القبطي» في مدينة أسيوط الذي تولى رئاسته «بشرى حنا» لمناقشة مطالب الأقباط في مصر، وقد قاطع هذا المؤتمر عدد من كبار رجالات الأقباط في مصر.
- 1338هـ - انعقاد المؤتمر الفلسطيني الأول في القدس والذي طالب باستقلال فلسطين.
- 1367هـ - العصابات الصهيونية ترتكب مجزرة فندق سميراميس بفلسطين حيث فجر صهاينة قنبلة في شارع صلاح الدين في حيفا، فقتلوا 31 عربيًا من رجال ونساء وأطفال، وأصابوا 31 آخرين.
- 1378هـ - تنصيب اللواء فؤاد شهاب رئيسًا للجمهورية اللبنانية، خلفا لكميل شمعون، وكان انتخابه بداية عهد ازدهار لبنان، وعرف باسم العهد الشهابي.
- 1383هـ - اللواء أمين الحافظ يتولى الرئاسة في سوريا بعد استقالة اللواء لؤي الأتاسي.
- 1403هـ - ياسر عرفات ومعه ما يقارب الأربعة آلاف مقاتل فلسطيني يغادرون مدينة طرابلس وذلك بعد الإجتياح الإسرائيلي للبنان.
- 1423هـ - فوز النادي الأهلي على نادي الزمالك بنتيجة 6/1 في أكبر نتيجة للقاءات الفريقين عبر التاريخ.
- 1430هـ - المحكمة الدولية الخاصة بلبنان تبدأ أعمالها بمقرها في مدينة لاهاي الهولندية.
- 1431هـ -
  - الإتحاد الأفريقي يعلق عضوية نيجيريا بعد أحداث الانقلاب الذي أدى إلى الإطاحة بالرئيس محمد تانجي.
  - انهيار مئذنة مسجد باب بردعين في مدينة مكناس بالمغرب خلال صلاة الجمعة مما أسفر عن مقتل 41 شخصًا.

## مواليد
- 1280هـ - الحسن بن يحيى القاسمي، عالم مسلم وفقيه زيدي يمني.
- 1301هـ - عمر راسم، رسام وخطاط وصحفي جزائري.
- 1325هـ - سعاد أحمد، ممثلة مصرية.
- 1340هـ - الأميرة فوزية، ابنه ملك مصر فؤاد الأول وزوجة شاه إيران محمد رضا بهلوي السابقة.
- 1350هـ - إبراهيم العرابي، رئيس أركان القوات المسلحة المصرية.
- 1369هـ - نواز شريف، رئيس وزراء باكستان.
- 1385هـ - علاء مرسي، ممثل مصري.
- 1390هـ - عنتر زوابري، أمير الجماعة الإسلامية المسلحة في الجزائر.
- 1393هـ - أميرة العايدي، ممثلة مصرية.
- 1396هـ -
  - لورا أبو أسعد، ممثلة سورية.
  - رشا رزق، مغنية سورية.
- 1399هـ - مرام، ممثلة ومغنية كويتية.

## وفيات
- 182هـ - أبو يوسف يعقوب بن إبراهيم الأنصاري، عالم مسلم من تلاميذ أبي حنيفة، وأول من تولى منصب قاضي القضاة.
- 833هـ - ابن الجزري، إمام حافظ شافعي وشيخ القرّاء.
- 1320هـ - عبد الرحمن الكواكبي، عالم مسلم ومن دعاة الإصلاح في الدولة العثمانية.
- 1328هـ - عبد الهادي الوفائي، شاعر وكاتب مسرحي وموسيقي سوري.
- 1413هـ - محمد باقر أبو خمسين، فقيه وشاعر وكاتب سعودي.
- 1419هـ - أحمد حماني، رئيس جمعية العلماء المسلمين الجزائريين.
- 1420هـ - علي الطنطاوي، رجل دين سوري.
- 1425هـ - محمود مرسي، ممثل مصري.
- 1427هـ - محمد الماغوط، شاعر وكاتب وأديب سوري.
- 1433هـ - إبراهيم بن عبد المحسن آل عبد القادر، قانوني وكاتب وشاعر سعودي.

## وصلات خارجية
- موقع قصة الإسلام: حدث في شهر ربيع الأوَّل.